# Motatán (município)
Motatán é um município da Venezuela localizado no estado de Trujillo.
A capital do município é a cidade de Motatán.